# Upplands runinskrifter 379
Upplands runinskrifter 379 är en runsten som är rest på kyrkogården vid Mariakyrkan i Sigtuna. Stenen är 1,84 meter hög och 0,83 meter bred. Ristningen talar om frisernas gille. 

## Inskriften
Translitterering av runraden:
+ frisa : kiltar · letu · reisa · s(t)ein : þensa : ef(t)iʀ · (þ)(u)(r)--- ----a · sin : kuþ : hialbi : ant · hans : þurbiurn : risti
Normalisering till runsvenska:
Frisa gildaʀ letu ræisa stæin þennsa æftiʀ Þor[kel, gild]a sinn. Guð hialpi and hans. Þorbiorn risti.
Översättning till nusvenska:
Frisernas gillebröder läto resa denna sten efter Torkel, sin gillebroder. Gud hjälpe hans ande. Torbjörn ristade.
Även runinskrift U 391 på ett fast stenblock i Sigtuna berättar om frisernas gille. Tolkningarna går isär. Vissa tolkar det som ett ursprungligen frisiskt gille, andra läser det som ett svenskt gille av frislandfarare. Oberoende av tolkning så påvisar inskriften att handelsförbindelser med kontinenten hade blivit viktiga för Sigtuna vid 1000-talets mitt.

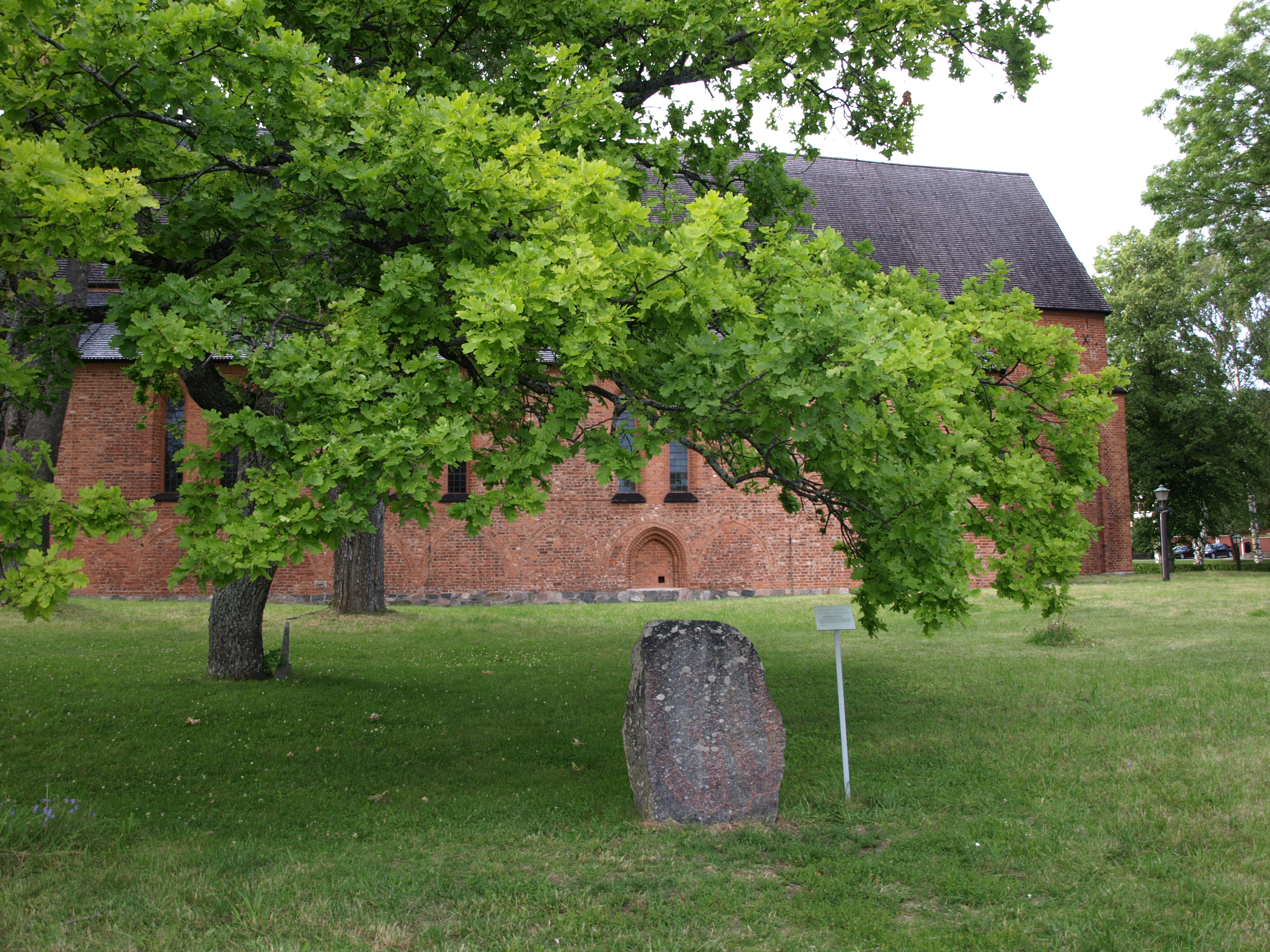
Runstenen med omgivning